# Farkhad Akhmedov
Pour les articles homonymes, voir Akhmedov.
Farkhad Timourovitch Akhmedov (en russe : Фархад Тимурович Ахмедов ; en azéri : Fərhad Teymur oğlu Əhmədov), né le 15 septembre 1955 à Bakou est un  homme d'affaires russo-azerbaidjanais.
En 1993, il achète une part minoritaire de Northgas (en), une compagnie pétrolière russe, avant d'en devenir le propriétaire et président du directoire en 2002. En 2005, il est contraint de céder 51 % des parts à Gazprom, considérée comme le bras armé du Kremlin puis vend les 49 % restants à Novathek en 2012, pour 1,375 milliard de dollars.
Selon le département du Trésor des États-Unis dans un rapport datant de janvier 2018, Farkhad Akhmedov ferait partie de la liste des 96 hommes d'affaires dont le patrimoine en Russie excède un milliard de dollars.

## Biographie

### Jeunesse
Akhmedov est né et a grandi dans le RSS d'Azerbaïdjan. Il est jeune écolier lorsque son père est condamné à mort par le KGB pour détournement d'une propriété de l'État, dans une affaire de corruption. Son père est exécuté en 1973 et on ne découvre ses cendres qu'en 2012. Farkhad fuit à Moscou à l'âge de quinze ans avec seulement 48 roubles en poche. Il fait des études en mécanique, puis passe plusieurs années dans la marine.
Il obtient son diplôme de l'Académie de médecine vétérinaire de Moscou, dans la recherche sur les produits d'origine animale, spécialisé dans la fourrure.
Au début des années 1980, Akhmedov se fait connaître en tant qu'ami proche d'oligarques en vue tels que Boris Berezovski (qui sera découvert mort "suicidé" en 2013 dans des circonstances laissant penser à une responsabilité d'agents russes), Piotr Aven, Roman Abramovich et Eugene Shvidler.

### Vie privée
Akhmedov a cinq enfants : deux fils avec sa première femme, Tatiana Akhmedova, et trois d'autres mariages.[réf. nécessaire]

### Divorce avec Tatiana Akhmedova
Akhmedov reste généralement silencieux sur sa vie privée et fait profil bas. Néanmoins, son divorce va être largement relayé dans les médias russes et britanniques, car près de 585 millions de dollars sont en jeu.
En 2003, Tatiana Akhmedova, épouse de Akhmedov depuis 1993, a demandé le divorce au Royaume-Uni, où elle résidait avec leurs deux enfants. Au cours de la procédure, Farkhad Akhmedov a affirmé que le mariage avait déjà été annulé par un décret russe rendu par le tribunal de Moscou. Cependant, aucun compte rendu officiel de la procédure n'a été découvert par les avocats russes ou le tribunal britannique. En conséquence, le tribunal britannique décida que « les documents de divorce de Moscou datant de 2000 ont été contrefaits à l'époque des faits »,,. La procédure sera finalement abandonnée. 
Mais en 2013, Tatiana redemande le divorce et après deux ans de négociations, le couple a finalement divorcé au Royaume-Uni en 2015. En décembre 2016, la Haute Cour du Royaume-Uni attribue à Tatyana 453 millions de livres sterling, soit 41,5 % des avoirs matrimoniaux d'Akhmedov et l'un des plus importants versements en divorce du Royaume-Uni. Akhmedov a qualifié ce jugement de « papier toilette » et n'a pas donné à son ex-épouse les sommes convenues par la décision de justice. En raison du manque de coopération d’Akhmedov, le tribunal a imposé une ordonnance de blocage à l’échelle mondiale sur tous ses avoirs. 
En 2014, Farkhad Akhmedov rachète le yacht de Roman Abramovich, propriétaire du Chelsea FC. En octobre 2017, ce yacht, le Luna, est saisi à Dubaï par décision d'un tribunal britannique et à la suite d'une collaboration entre le Royaume-Uni et le DIFC à Dubaï. Mais Farkhad entame alors une procédure auprès de la justice des Emirats arabes unis qui conclut, à l'inverse, que son ex-épouse n'a aucun droit sur ce yacht.  
Les procédures judiciaires se multiplient jusqu'à l'été 2021, avec finalement un accord privé entre les deux parties qui met un terme aux accusations mutuelles et règle les questions de répartition patrimoniale.

## Carrière d'entrepreneur

### En Angleterre
Farkhad Akhmedov a commencé ses activités en Angleterre au début des années 1980 et a commencé un commerce de fourrure de Zibeline au London Commodities Exchange. De 1986 à 1994, il vit à Londres. En 1987, il a fondé Tansley Trading Ltd., société qui fournissait du nouveau matériel russe et occidental aux producteurs de gaz russes.[réf. nécessaire]

### Northgas
Après avoir établi une relation commerciale en leur fournissant du matériel, Akhmedov a acheté en 1993 une participation de 5 % dans Northgas, une entreprise gérant des gisements de pétrole et de gaz basé en Sibérie et possédant un grand gisement dans le cercle polaire arctique. En 1998, il a acheté la part restante de la société, car Bechtel, l'ancien propriétaire américain, ne voyait aucune valeur future dans le développement du champ de production de pétrole et de gaz naturel.[réf. nécessaire]
En 2005, menacé de la perte de sa licence de production de gaz par l'État russe, Akhmedov a accepté de céder 51 % de ses actions à Gazprom, en échange de ne pas engager de poursuites contre Akhmedov.
En 2012, Akhmedov a menacé de porter plainte contre Gazprom devant la Cour d’arbitrage international de Londres pour non respect de l’accord de règlement qu'il avait signé en 2005 avec le PDG de Gazprom, devenu Premier ministre de la Russie, Dmitry Medvedev, en augmentant les droits de douane, et en diminuant les quotas que Northgas était autorisée à produire. 
Gazprom, menacé de réclamation potentielle et portant la signature officielle la plus haute du Premier ministre russe à l'époque, a décidé de ne plus imposer les droits de douane élevés sur la production de gaz et d'augmenter les quotas de Northgas.
Farkhad Akhmedov a vendu ses 49 % restants à Novatek en 2012 pour une somme non divulguée et confidentielle. Northgas était la société de gaz naturel la plus efficace en Russie sous la direction d'Akhmedov[passage promotionnel]. À une époque, elle produisait jusqu'à 30 % du gaz de Gazprom avec seulement 350 employés. Les réalisations de Northgas dans le secteur du gaz poussent les arguments en faveur de la privatisation en Russie.

### AzNar natural products
AzNar natural products est une entreprise de boissons naturelles créé en 2007 par Farkhad en l'honneur de son père, Teymur, directeur de l'usine située à Goycay, en Azerbaïdjan. La spécialité d'AzNar est le jus de grenade, également appelé jus de Nar en Azerbaïdjan (sous le nom de Grante).[réf. nécessaire]
Il est vendu aux États-Unis, en Nouvelle-Zélande, au Japon et en Europe. Akhmedov a investi plus de 125 millions de dollars dans AzNar et cherche continuellement à se développer sur le marché des jus de fruits. Akhmedov affirme qu'il exploite AzNar comme passe-temps et hommage à son père.

## Carrière en politique

### Sénateur en Russie
En décembre 2004, Akhmedov se lance en politique et devient le premier russo-azerbaïdjanais à entrer au Sénat, en tant que représentant du sénateur du kraï de Krasnodar au Conseil de la fédération de Russie.
Akhmedov a été président de la Commission des affaires juridiques et judiciaires au Conseil de la fédération de 2004 à 2009. Il a contribué à faire adopter plusieurs lois concernant la protection des enfants, les droits des animaux, ainsi que la réduction de la bureaucratie au sein de l'État et une transparence accrue pour les responsables russes.
Du 22 janvier au 25 janvier 2010, il devient le sénateur de la région autonome de Iamalo-Nénétsie.

### Observateur en Azerbaïdjan
Entre 2007 et 2010, en parallèle avec son mandat de sénateur, il devient membre de l'Assemblée parlementaire du Conseil de l'Europe, une assemblée non-législative qui permet d'engager des discussions entre les pays de l'Europe caucasienne.
Akhmedov a été choisi par l'Assemblée parlementaire du Conseil de l'Europe pour être observateur des élections législatives de 2010 en Azerbaïdjan. Plusieurs personnes se sont élevées contre le rôle d'Akmedov, qui était partial vu sa naissance en Azerbaïdjan. Cependant, Akhmedov a publié des recommandations sur les élections en soutenant Ilham Aliyev, alors que le père de ce dernier Heydar Aliyev, avait ordonné l'exécution du père d'Akhmedov, Teymour. Ce qui aurait pu rendre la position d’Akhmedov biaisée à l’égard du président actuel à ce moment-là, n'a pas été le cas. 
L’Assemblée parlementaire du Conseil de l’Europe a donc continué à permettre à Akhmedov d’être un observateur et lui a même permis de prendre la décision finale d’accepter et de reconnaître les élections. De nombreux analystes politiques considèrent qu'il s'agit de la décision la plus importante, prise par Akhmedov, pour décider de laisser ou non l'héritage d'Aliyev.
Après son mandat de sénateur russe et de membre de l'assemblée du Conseil de l'Europe, il arrête la politique.

### Rôle dans les crises russo-turque de 2015 et russo-ukrainienne de 2022
En 2016, Akhmedov a été salué par Mevlüt Çavuşoğlu, ministre des Affaires étrangères de la Turquie, pour avoir contribué à l'amélioration des relations entre la Russie et la Turquie, juste après la crise russo-turque de 2015 quand l'armée turque abat un Soukhoï Su-24 de l'armée de l'air russe. 
Proche du ministre des Affaires étrangères de la Turquie, Farkhad Akhmedov est à nouveau mis à contribution le 9 mars 2022, pour faciliter le dialogue entre la Russie (Sergeï Lavrov) et l'Ukraine (Dmytro Kuleba) pour essayer de mettre en place un cessez le feu entre les deux belligérants. 

## Fortune estimée
Selon Forbes, la fortune de Farkhad Akhmedov est estimée à 1400 millions de dollars en mars 2008, après la revente de ses parts de Northgas. En mars 2018, sa fortune n'a pas changé malgré l'immobilisation de son yacht, le Luna, d'une valeur de 500 millions d'euros. 
Son divorce médiatique avec Tatiana Akhmedova a fait apparaître l'étendue de sa fortune : plusieurs hélicoptères, des luxueuses villas dont une en France à Saint-Jean-Cap-Ferrat, une collection d’œuvre d'art, une Aston Martin, et le Luna, l'un des plus grands yachts du monde d'une valeur de 500 millions d'euro. Bloqué plusieurs années à Dubaï à la suite d'une décision d'un tribunal britannique dans le cadre du procès du divorce avec Tatiana Akhmedova, le Luna a repris la mer en octobre 2021, franchissant le canal de Suez pour rejoindre la Méditerranée.

## Mention dans l'affaire Benalla
Dans les contrats russes révélés lors de l'affaire Benalla, il apparaît qu'Alexandre Benalla aurait négocié un contrat pour le compte de France Close Protection, société ayant racheté en octobre 2018 la société de sécurité privée Velours, qui sous-traitait pour la société Mars de Vincent Crase. Le contrat, signé en décembre 2018 avec Farkhad Akhmedov, pour un montant de 980 000 euros, aurait donné lieu à un premier virement de 353 000 euros à France Close Protection, qui aurait transféré sur le montant sur le compte d’Instra Conseil, société créée un mois plus tôt par Alexandre Benalla et domiciliée au Maroc.